# Hinrich Ludolf Benthem

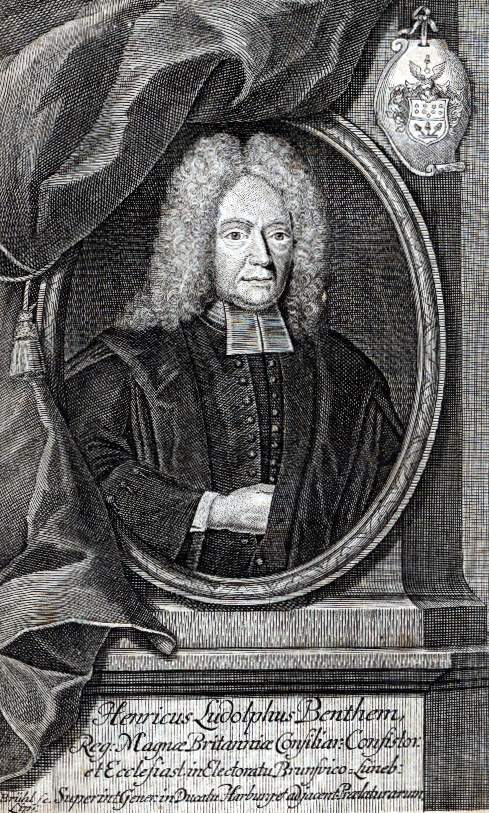
Hinrich Ludolf Benthem

Hinrich Ludolf Benthem (* 2. November 1661 in Celle; † 9. Juli 1723 in Hamburg) war ein deutscher lutherischer Theologe und Generalsuperintendent der Generaldiözese Harburg.

## Leben
Benthem, ein Sohn des Pastors Henning Benthem in Celle-Blumlage, wurde ab 1689 zweiter Pastor (Archidiakon) in Dannenberg, 1692 erster Pastor und Superintendent in Bardowick, 1694 Propst in Uelzen sowie 1710 erster Pastor an der Dreifaltigkeitskirche und Generalsuperintendent von Harburg.

## Werke

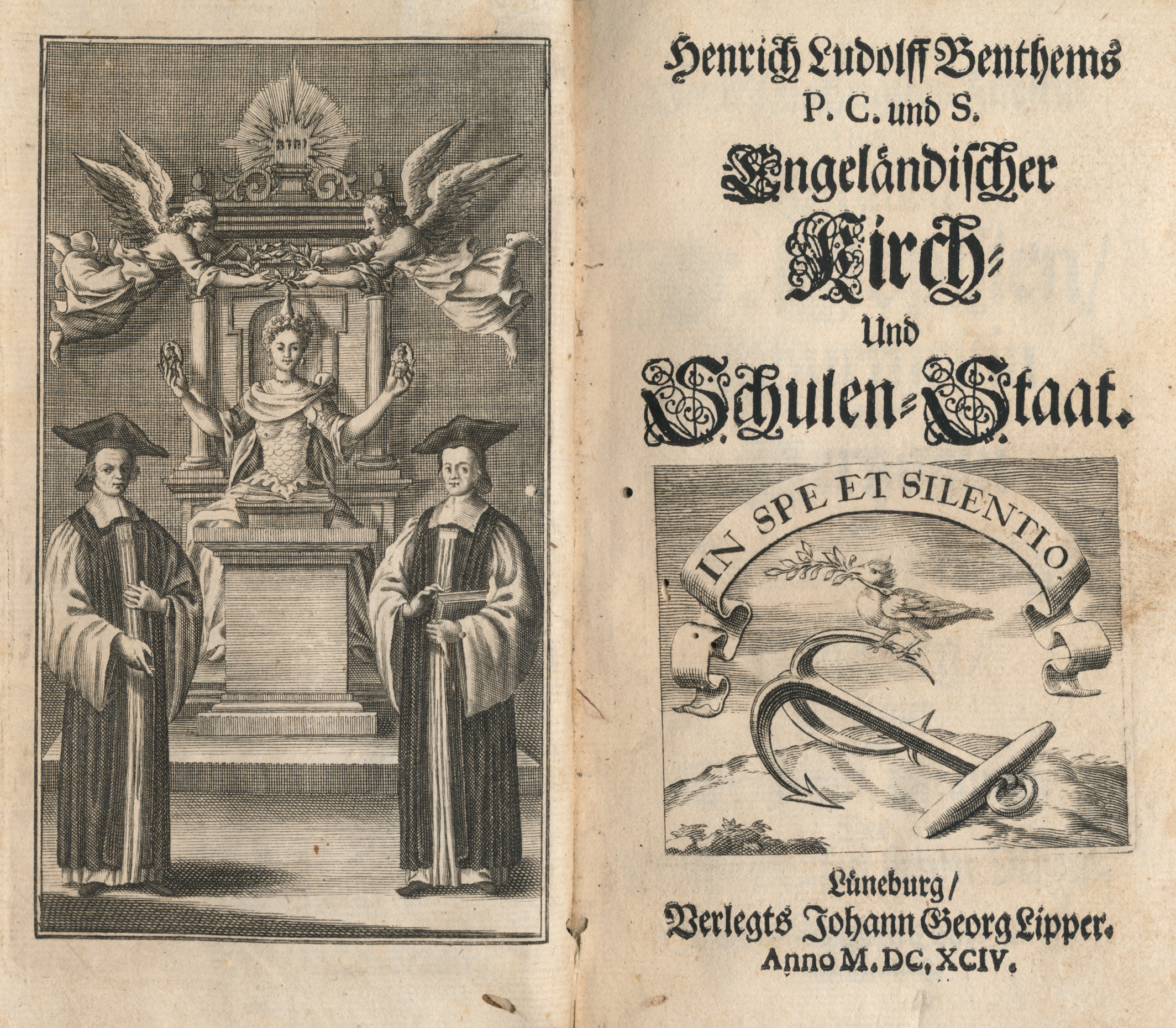
Henrich Ludolff Benthems P. C. und S. Engeländischer Kirch- und Schulen-Staat. LüneburgVerlegts Johann Georg Lipper Anno M.DC.XCIV (1694)

- Henrich Ludolff Benthems P. C. und S. Engeländischer Kirch- und Schulen-Staat (Lüneburg 1694)
- Henrich Ludolff Benthems P. C. und S. Holländischer Kirch- und Schulen-Staat (Hannover 1698)
- Hinrich Ludolf Benthems Hirten-Briefe, in welchen die verirreten Schafe, so sich von der Evangelischen Heerd zu Harrburg abgesondert und getrennet haben, sorgfälltig gesuchet und, zur Gemeinschafft der Christlichen Kirche daselbst, freundlich zurückgerufen werden (Bremen 1713)
- Herrn Henrich Ludolff Benthems Neu-eröffneter Engeländischer Kirch- und Schulen-Staat. Zum Nutzen, aller nach diesem Königreich Reisenden, auch anderer, insonderheit der Theologie Beflissenen (Leipzig 1732)